# Filialkirche Trebesing

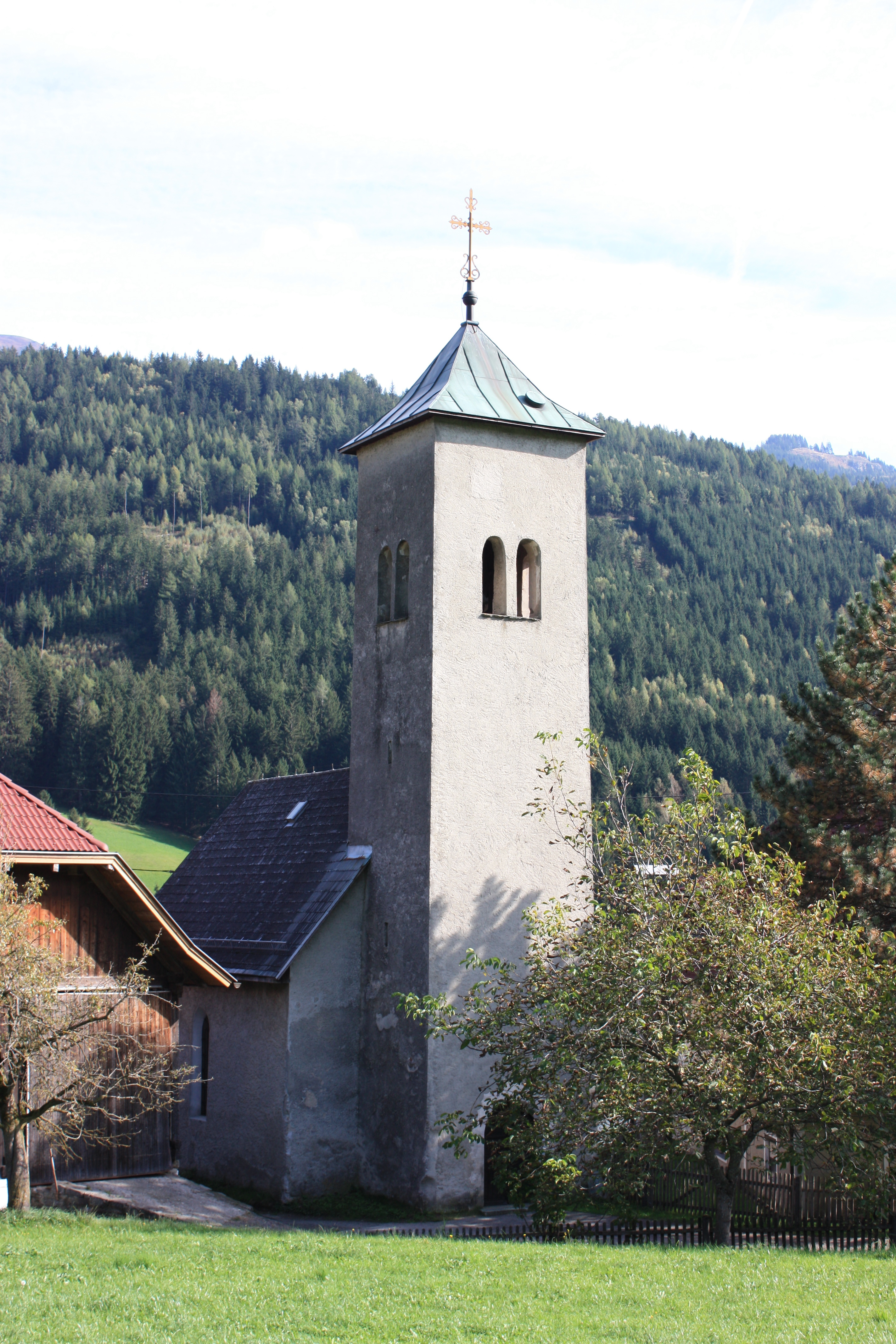

Die Filialkirche Trebesing ist der heiligen Margaretha geweiht und gehört zur römisch-katholischen Pfarre Gmünd. Das Kirchengebäude steht unter Denkmalschutz (Listeneintrag).

## Geschichte
Die Kirche in Trebesing wurde 1307 erstmals urkundlich genannt. Schon 1676 beschrieb man den Zustand der Kirche als ruinös. 1829 beschädigte ein Brand die Kirche. In den Jahren 1959/1960 erfolgte eine Wiederinstandsetzung.

## Baubeschreibung
Das Gebäude ist eine Saalkirche, die auf den Mauern des ehemaligen Langhauses der gotischen Anlage errichtet wurde. Der ehemalige Chor der gotischen Kirchenruine mit Dreiachtelschluss sowie die südlich angrenzende Sakristei wurden 1959 bis auf die Mauerhöhe von etwa einem Meter abgetragen und bilden heute den östlichen Vorhof der Kirche. In der ehemaligen Apsis ist die vergrabene Altarmensa erhalten. Der Torturm mit rundbogigen Doppelschallfenstern und Satteldach stammt aus der Zeit um 1600.

## Einrichtung
Auf dem Hochaltar aus dem zweiten Viertel des 18. Jahrhunderts steht eine Kreuzigungsgruppe, die aus dem Karner von Gmünd in Kärnten stammt. Die Statue des heiligen Michaels über dem Westportal stand ursprünglich am Altar. Weiters ergänzen Konsolfiguren der heiligen Katharina und Margaretha aus dem 18. Jahrhundert die Ausstattung der Kirche.